# Imigração polonesa no Brasil
A imigração polonesa no Brasil foi o movimento migratório ocorrido principalmente nos séculos XIX e XX de poloneses (polacos) para várias regiões do Brasil. A maioria dos imigrantes estabeleceu-se no Paraná e em São Paulo.
Atualmente, estima-se que haja entre 1,5 e 1,8 milhões de descendentes de poloneses no país. É a terceira maior população de ascendência polonesa no mundo, depois dos Estados Unidos e da Alemanha. Na América Latina, o Brasil é o país com mais imigrantes dessa etnia.

## Antecedentes

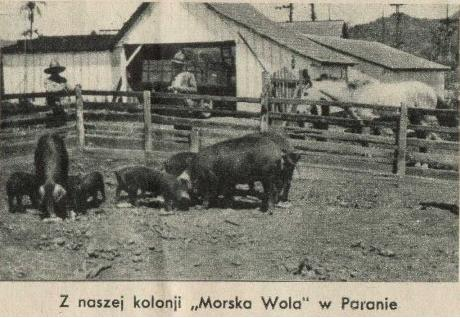
Colônia Morska Wola, no interior do Paraná.

A vinda de europeus era um objetivo do governo brasileiro. Atrair imigrantes europeus visava ao "branqueamento" da população brasileira, a ocupação de regiões despovoadas do território, o surgimento de uma classe média vinculada à produção de alimentos e ao abastecimento do mercado interno e a substituição da mão de obra escrava.
Muitos colonos vieram de vários países da Europa para trabalhar nas plantações de senhores brasileiros na década de 1820, mesmo antes da proibição da escravidão. No entanto, as precárias condições de vida e trabalho nas fazendas geraram reclamações por parte dos colonos. Repetidas denúncias contra a exploração do trabalho pelos senhores, que haviam optado pelo sistema de parcerias em substituição à escravidão, materializaram-se na Revolta de Ibicaba em 1847. As repercussões fizeram com que, em 1859, o governo da Prússia promulgasse o Rescrito de Heydt (von der Heydtsche Reskript), que dificultou muito a emigração de cidadãos alemães para o Brasil. O decreto proibia a propaganda (brochuras, informação e guias) e a ação de agentes recrutadores de emigrantes para o Brasil. Com a Unificação da Alemanha em 1871, a proibição foi estendida para vários outros estados alemães, só sendo completamente revogada em 1896. (embora a imigração para os três estados sulinos tenha sido permitida antes)

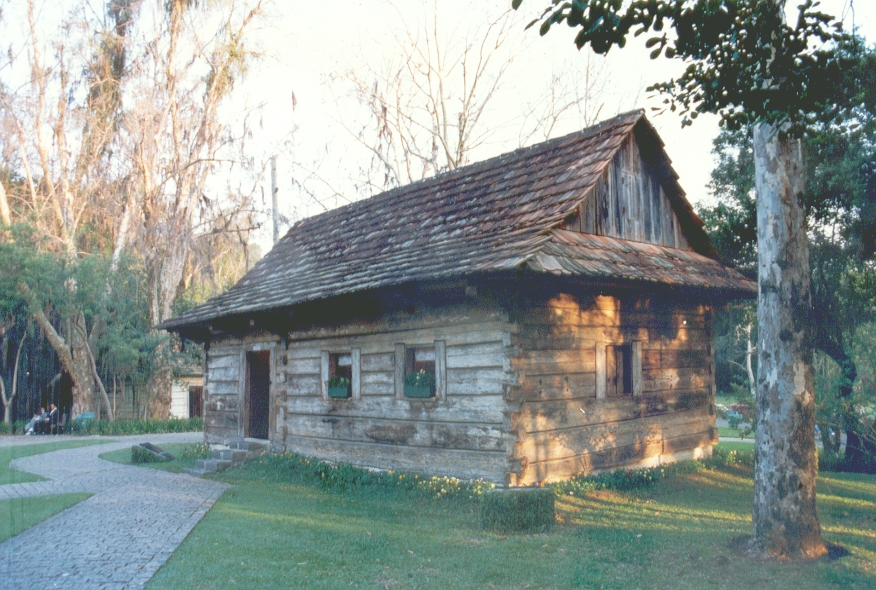
Casa do Colono Polonês (Bosque do Papa, Curitiba, Paraná).

Em decorrência da proibição alemã, o Brasil viu-se obrigado a procurar novas fontes de imigrantes e passou a promover o recrutamento com a promessa de concessão de terras e o custeio da maioria das despesas da viagem e adaptação ao país. Foi nessa esteira que começou a imigração polonesa ao Brasil, motivada principalmente pelo desejo de possuir sua própria terra, de encontrar um trabalho digno e de realizar seus sonhos em liberdade.

Povoado de Alto Paraguaçu, fundado por poloneses, no município de Itaiópolis (SC), década de 1930. Arquivo Nacional.

Nesta época a Polônia não existia como Estado. Apesar de ter sido independente e soberana e uma das maiores nações europeias nos séculos XVI e XVII, teve seu território dividido no século XVIII entre a Rússia, Áustria e Prússia. A instabilidade territorial e política que correspondeu ao seu desaparecimento do mapa político durante todo o século XIX fez com que milhões de poloneses partissem para o exterior. Apesar dos números expressivos, esta foi chamada de "imigração oculta", dado a dificuldade de identificar os imigrantes por meio da nacionalidade e de estabelecer com propriedade o número de poloneses que vieram para o Brasil, já que as estatísticas da imigração listavam-os como alemães, austríacos ou russos.
Segundo Zdzisław Malczewski SChr, redator-geral da revista de reflexão Brasil-Polônia “Polonicus”, é difícil estimar os números atuais da diáspora polonesa no Brasil, pois faltam dados estatísticos exatos. Alguns autores mencionam aproximadamente 800.000 poloneses e descendentes, enquanto outros se aventuram a dizer que este grupo étnico representa 1% da população brasileira. Estudiosos e líderes da diáspora mostram números mais altos, que chegam a 2 ou 3 milhões de pessoas.

## Fases de imigração

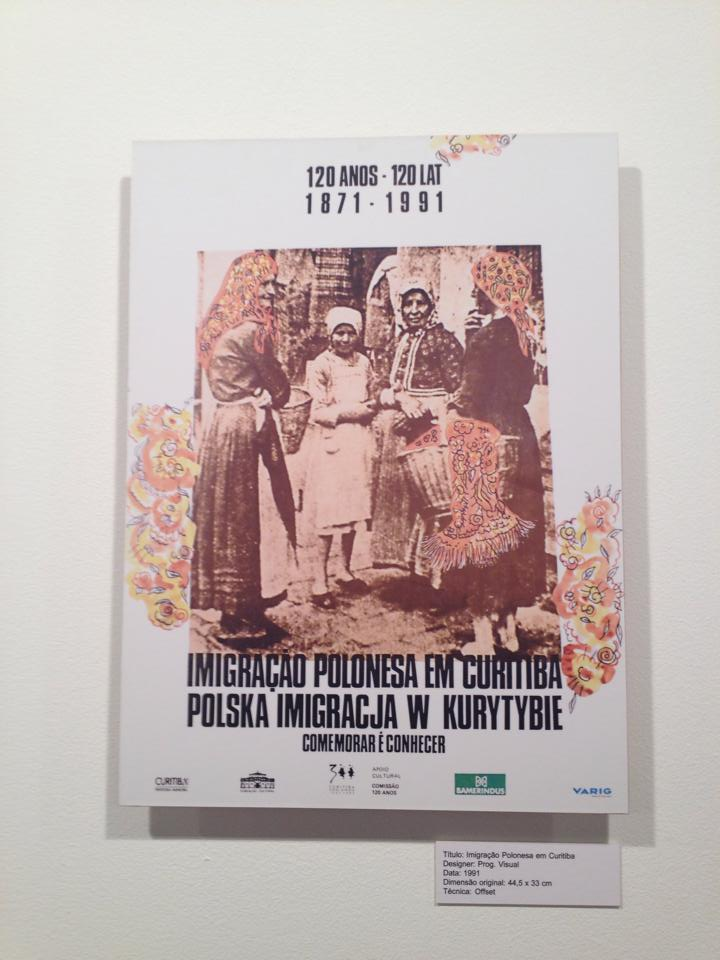
Pôster comemorativo de 1991 celebrando os 120 anos da imigração polonesa em Curitiba.

Embora alguns poloneses já tivessem vindo pontualmente ao Brasil nos séculos XVII e XVIII, a maioria começou a chegar ao Brasil no século XIX, principalmente na segunda metade, quando famílias de colonos se estabeleceram e buscavam começar uma nova vida. Na primeira metade do século XIX, alguns poloneses se destacaram na sociedade brasileira, como por exemplo, o médico Pedro Luís Napoleão Chernoviz (Piotr Czerniewicz), um dos fundadores e membro titular da Academia Imperial de Medicina do Rio de Janeiro, os engenheiros Bronislau Rymkiewicz, Alexandre Brodowski e Luís Malajski que colaboraram na construção das ferrovias em São Paulo, Paulo Edmundo Strzelecki (1835) e Inácio Domeyko (1838), que realizaram pesquisas científicas.
Embora alguns grupos de imigrantes poloneses tenham se fixado no Espírito Santo, Santa Catarina e no Rio Grande do Sul entre 1869 e 1889, números mais expressivos só são detectados principalmente a partir da Proclamação da República. Entre 1870 e 1914 somente o Paraná recebeu 40 mil imigrantes poloneses. O Paraná é o estado com maiores influências da cultura polonesa no Brasil e cuja imigração foi mais documentada não somente por historiadores, mas também graças ao clero polonês, que não se limitou aos fins pastorais mas colaborou decisivamente em muitos aspectos na sustentabilidade da cultura polonesa entre os imigrantes. A pesquisa sobre esses grupos é, no entanto, local e escassa. Há poucos documentos ou crônicas registrando o início exato dessa imigração. Edmundo Gardolinski, em seu livro Imigração e Colonização Polonesa, aponta as principais causas desta diferença.

### A primeira fase da imigração (1869-1889)

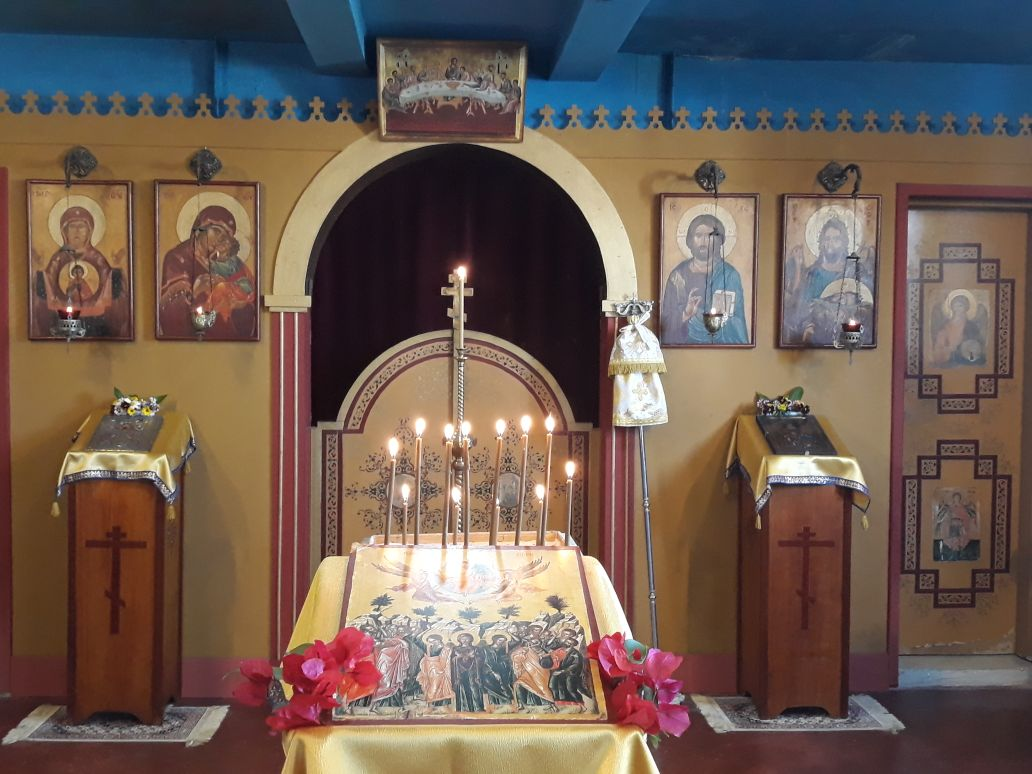
Interior da Catedral Ortodoxa da Santíssima Virgem Maria, no Rio de Janeiro, sede da Diocese do Rio de Janeiro e Olinda-Recife, representante da Igreja Ortodoxa Polonesa no Brasil.

Em agosto de 1869, registra-se a entrada das primeiras 16 famílias polonesas com o objetivo de se estabelecerem definitivamente no Brasil. Originárias da localidade de Siolkowice, região de Opole, província da Silésia, na época sob ocupação prussiana, foram encorajadas por Sebastião Edmundo Wos-Saporski, já residente no Brasil e posteriormente considerado o pioneiro da imigração polonesa no Brasil. Esse grupo veio a bordo do vapor Vitória, desembarcou em Itajaí(SC) e foi encaminhado para a linha de Sixteen Lots (abandonada pelos irlandeses) na Colônia Príncipe Dom Pedro, próxima à Colônia Itajaí, atualmente no município de Brusque em Santa Catarina. A região era então povoada sobretudo por imigrantes alemães. Os poloneses, no entanto, não se adaptaram ao clima e a relação com os alemães era tensa.
Até o ano 1889, chegaram no Brasil 8080 pessoas, das quais 6530 se fixaram no Paraná, 750 em Santa Catarina, 300 no Rio Grande do Sul, e 500 em outros estados.

### A segunda fase da imigração (1890 - 1914)

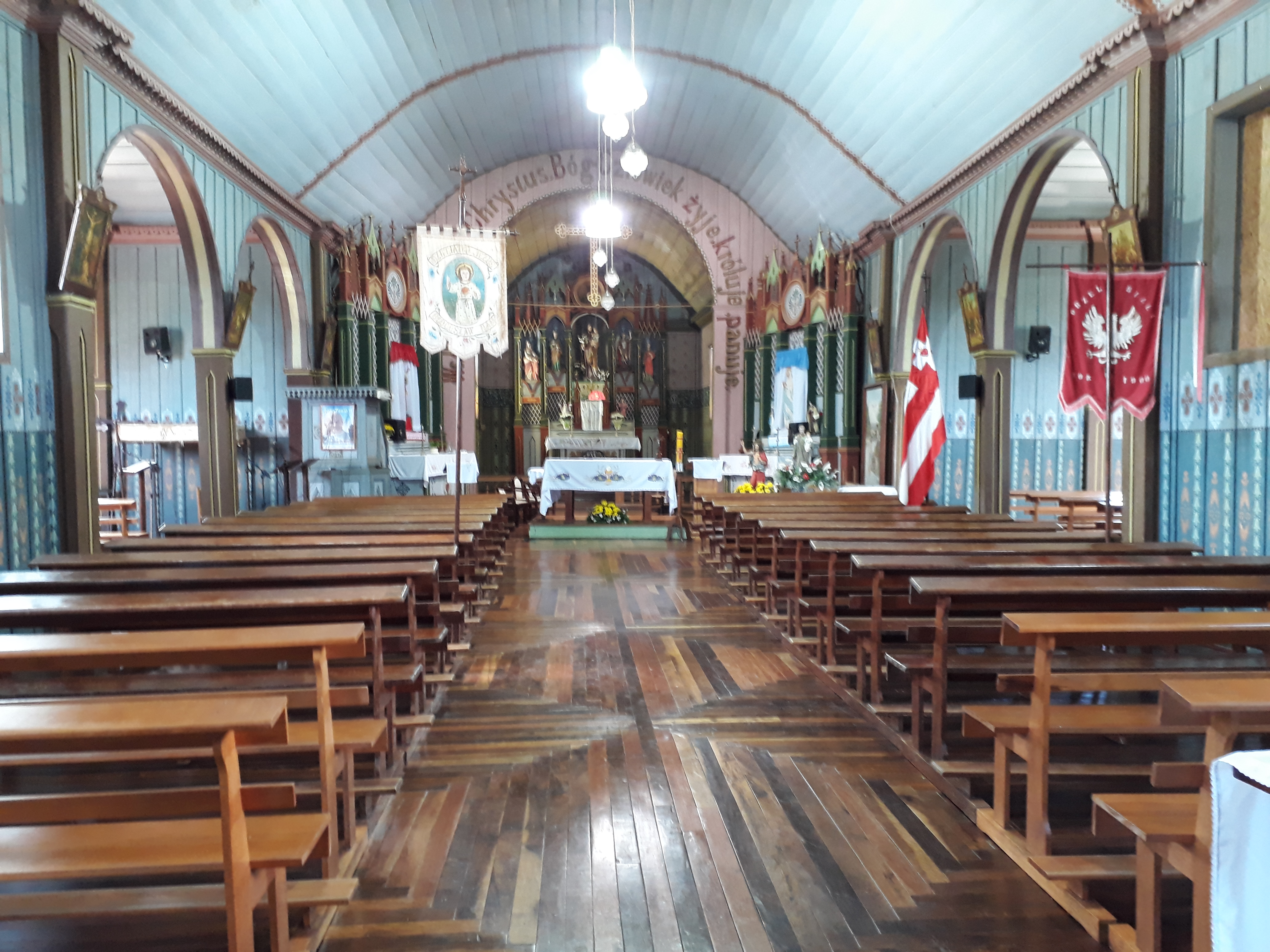
Vista interna da igreja católica polonesa, comunidade Água Branca, de São Mateus do Sul, no Paraná.

Após a proclamação da República do Brasil (1889), houve um grande fluxo de imigrantes poloneses para o Brasil. Entre 1890 e 1914, 96.116 poloneses aportaram na cidade do Rio de Janeiro, permanecendo na Hospedaria de Imigrantes da Ilha das Flores. Embora algumas famílias tenham permanecido na cidade, a maioria se dirigiu para outros estados.
Nesse período pouco mais que 35.100 poloneses se dirigiram para o Paraná e 32 mil para o Rio Grande do Sul.
A leva migratória que corresponde ao período entre 1890 e 1891, ficou conhecida na Polônia como "febre imigratória brasileira" (gorączka brazylijska). Houve uma imigração maciça de poloneses para o Brasil, resultado do agravamento dos problemas sociais e econômicos na região. Na Polônia, dominada na época pelos impérios Austro-Húngaro, da Prússia e da Rússia, assistiu-se à queda do preço do cereal, o endividamento dos agricultores e a consequente venda de suas terras. O governo brasileiro com sua propaganda de imigração, disseminada principalmente pelas agências de navegação, descrevia o país como uma terra de oportunidades. Mais de trinta mil imigrantes poloneses optaram por emigrar para o Brasil. Paraná, Rio Grande do Sul e Santa Catarina, foram os maiores núcleos poloneses formados nesta época. Numerosas colônias foram formadas como: Cruz Machado com 5000 poloneses, Rio Claro com 3425 poloneses, d'Eufrosina com 1475 poloneses, São Mateus do Sul com 1225 poloneses, Apucarana com 1000 poloneses, Nova Galícia com 650 poloneses. As famílias polacas enfrentaram diversas dificuldades, entre elas, péssimas condições sanitárias, doenças como cólera e mortalidade infantil.

### A campanha de nacionalização
Durante o Estado Novo (1937-1945), o governo nacionalista do presidente Getúlio Vargas lançou uma campanha de nacionalização que pretendia "assimilar" os imigrantes e seus descendentes na cultura brasileira. Em 1924, em seu relatório sobre a situação do ensino no Paraná, o inspetor-geral César Prieto Martínez constatou que muitos poloneses no estado não sabiam falar o português. Ele creditou esse fato ao "isolamento de algumas colônias", somado à inexistência de escolas brasileiras ("estado lamentável do nosso aparelho escolar"). Em 1938 o governo brasileiro, entre outras medidas, proibiu o uso de línguas estrangeiras em espaço público, vedou aos estrangeiros o exercício de qualquer atividade política e proibiu a circulação de jornais, revistas ou outras publicações na imprensa. Essas ações afetaram diretamente as comunidades polonesas no Brasil, que mantinham diversas escolas, sociedades e associações, que se viram obrigadas a encerrar suas atividades.
O jovem oficial do Exército, Hugo Bethlem, após visita a comunidades polacas do Paraná e Santa Catarina, afirmou ter encontrado "um número imenso de escolas, clubes e associações, cujo objetivo principal era a manutenção irrestrita, nos brasileiros de origem polaca, do mais arraigado espírito patriótico polonês". Mesmo após a invasão da Polônia impetrada pela Alemanha em 1939, as restrições se mantiveram. Inclusive, alguns polacos, por serem confundidos com alemães, foram objeto de atos hostis no Brasil.

### Imigração de judeus poloneses
Até 1920, a maioria dos poloneses que imigraram para o Brasil era católica. Estes fixaram-se sobretudo na zona rural do Paraná e na do Rio Grande do Sul. Contudo, a partir dessa década, cresceu o fluxo de judeus poloneses asquenazitas desembarcando no Brasil, devido ao crescimento do antissemitismo por parte da ascensão nazista na vizinha Alemanha. A Polônia chegou a ter em torno de três milhões de judeus antes da Segunda Guerra, sendo o país com o maior número de judeus do mundo à época. Estes imigrantes rumaram sobretudo para as cidades de Porto Alegre, Rio de Janeiro e São Paulo. Entre 1926 e 1937, 42% dos poloneses que entraram no Brasil eram judeus e 77% dos que chegaram entre 1931 e 1935. Entre os anos de 1920 e 1939, 50 mil judeus entraram no Brasil, vindos da Europa Central, dos Bálcãs e do leste europeu, sobretudo da Polônia (a comunidade judaica paulistana, no período entre as duas grandes guerras, foi formada por 64% de judeus advindos da Polônia).

## A imigração polonesa no Paraná

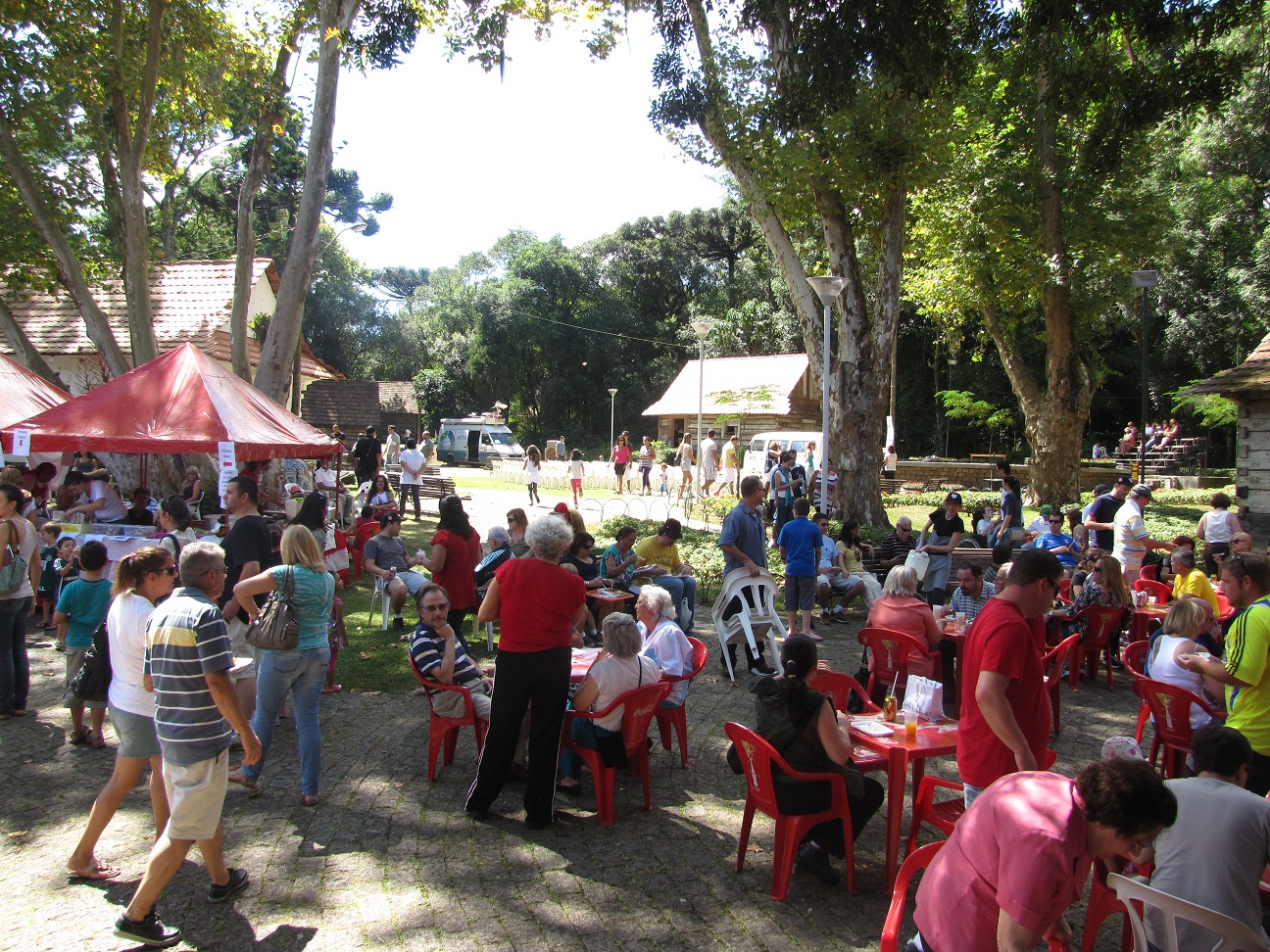
Festa de Nossa Senhora de Częstochowa, no Paraná.

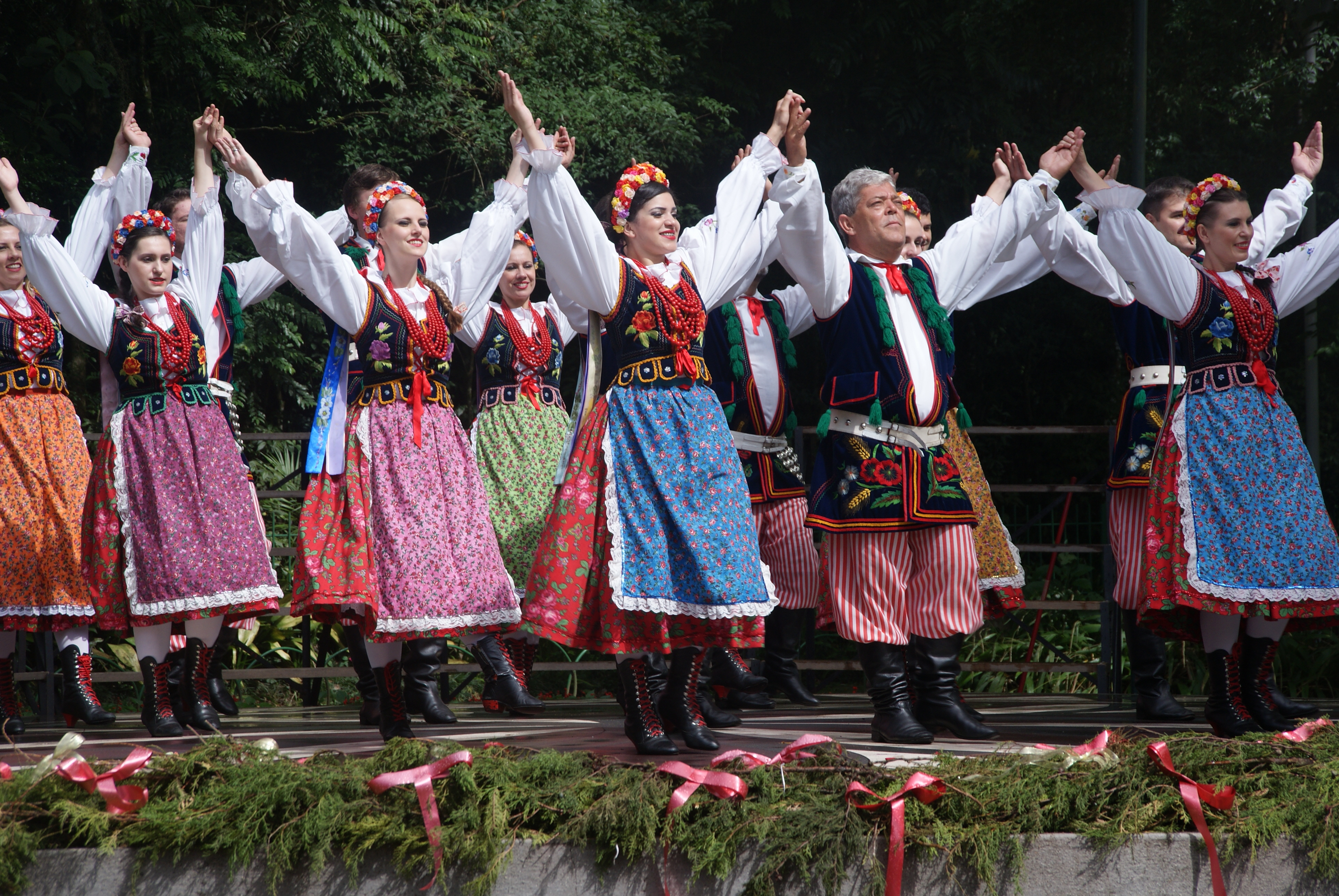
Festividade polonesa de Natal, evento da comunidade polonesa em Curitiba. A comunidade polonesa é uma das principais composições étnicas do povo paranaense.

Em 1871, com a ajuda do Padre Antônio Zieliński, bem relacionado na corte de D. Pedro II, no Rio de Janeiro, Wos-Saporski, mais tarde cognominado o "Pai da Colonização Polonesa no Paraná", conseguiu permissão do imperador para que esse grupo (como cidadãos alemães), já ampliado (32 famílias), pudesse migrar para a colônia Pilarzinho na região de Curitiba, fundando desta forma, a primeira colônia polonesa no Brasil com apoio do governo do Paraná.
Até junho de 1873, 809 imigrantes poloneses chegaram no Paraná, sendo que 454 ficaram provisoriamente hospedados em Curitiba. Em setembro de 1873, mais 64 famílias (258 pessoas) desembarcaram em Santa Catarina e novamente com a ajuda de Wos-Saporski e a autorização de Frederico José Cardoso de Araújo Abranches, então presidente da Província do Paraná, estabeleceram-se a 6 Km de Curitiba no atual bairro Abranches.
Em 1875 cerca de dois mil poloneses residiam nos arredores de Curitiba. Em 1877 o quantitativo já tinha saltado para seis mil imigrantes. Graças à ação de Adolfo Lamenha Lins, que presidiu a província do Paraná entre 1875 e 1877, houve uma sincronia entre a colonização do território, o desenvolvimento rural e a imigração. Lamenha compreendia a diferença entre a imigração espontânea e a oficial, logo, durante seu governo, incentivou a fixação de novos imigrantes no Paraná ao custear a viagem destes a partir dos portos de Paranaguá e São Francisco do Sul até Curitiba e ao criar diversos núcleos coloniais agrícolas. Também investiu na infraestrutura e no acesso, possibilitando a circulação de mercadorias e garantindo o abastecimento de gêneros alimentícios para os mercados próximos. No último relatório enviado à Assembleia Legislativa (1877), Lins afirma que seis mil imigrantes viviam nos arredores da capital. As mais importantes colônias fundadas nesta época foram: Santa Cândida (1875), Orleans (1875), Thomas Coelho (Araucária - 1876), Santo Inácio (1876), Dona Augusta (1876), Lamenha (1876), D. Pedro II (1876), Rivière (1877).
Em 1878, foram criadas as colônias Murici, Zacarias, Inspetor Carvalho e Coronel Accioly. Também em 1878, 28 famílias de imigrantes poloneses estabeleceram-se na Colônia Moema, no município de Ponta Grossa. Logo depois, mais famílias chegaram no município, surgindo novas colônias: Taquari, Guaraúna, Rio Verde e Itaiacoca.
Em 1907 foi fundada em Ponta Grossa uma escola que atendia as necessidades de crianças polonesas, em um espaço anexo da Capela Sant’Ana e dirigido pelas irmãs Servas do Espírito Santo. Apesar das irmãs serem alemãs, a escola atendia três grupos distintos, separados etnicamente: crianças alemãs, polonesas e os brasileiros pobres. Em 1908 a escola contava com mais de 50 alunos poloneses. A escola encerrou suas atividades no ano de 1933. Em 1937 o Paraná contava com 167 escolas étnicas polonesas. A primeira escola dirigida por um imigrante polonês no Paraná foi aberta em outubro de 1876 por Jerônimo Durski na colônia Orleans, em Curitiba.
Em 1934 a Colonizadora Liga Marítima (LMiK - Liga Morska i Kolonialna) fundou a colônia agrícola Morska Wola, no município de Cândido de Abreu. Em 1939 a colônia contava com 195 famílias, sendo aproximadamente 700 pessoas, a maioria polacas.

## A imigração polonesa no Rio Grande do Sul
1886 é considerado como marco inicial da imigração polonesa no Rio Grande do Sul. Um grupo de 300 imigrantes, não conseguindo se adaptar ao clima do Estado da Bahia, para onde primeiramente se encaminharam, migra para o norte de Porto Alegre e funda as colônias Santa Teresa e Santa Bárbara. Em 1888, são demarcados aos lotes da Colônia Mariana Pimentel que recebe as primeiras levas de imigrantes poloneses no ano seguinte. Em 1890 chegou um grupo de imigrantes poloneses em Porto Alegre que se dirigiram para a localidade de São Feliciano, atual município de Dom Feliciano. A maioria eram da Kongresówska (parte da Polônia ocupada pela Rússia). Os imigrantes receberam lotes e começaram fazendo moradias, plantações e criando animais. Eram muito religiosos e uma das primeiras coisas que construíam eram as capelas.

## A imigração polonesa em Santa Catarina
Nesta primeira fase, poucos colonos poloneses se fixaram em Santa Catarina devido ao clima e ao território hostil (habitado por índios). Não conviviam bem com as colônias alemãs, predominantes na região. Santa Catarina foi na época uma província de passagem, onde os imigrantes desembarcavam no porto de Itajaí mas se dirigiam principalmente para o Paraná e o Rio Grande do Sul.

## A imigração polonesa no Espírito Santo
Em 1873 chegaram ao Espírito Santo cerca de 60 famílias polonesas (como cidadãos alemães) provenientes da Prússia, da Pomerânia e da Silésia (da região de Wrocław), e que juntamente com os alemães estabeleceram-se principalmente em Santa Leopoldina e Santa Teresa. Segundo fontes brasileiras, a partir de 1876 teve início a colonização do vale do rio 25 de Julho, situada na parte inferior da serra de Santa Teresa, na direção de rio Doce, primeiramente por imigrantes italianos, alemães e suíços. No ano seguinte poloneses ocuparam as terras ao longo do rio 5 de Novembro, dando início à colônia chamada Patrimônio dos Polacos ou Santo Antônio dos Polacos. No norte capixaba é fundada pela associação denominada Sociedade Colonizadora de Varsóvia, a cidade de Águia Branca, que recebeu este nome por ser o símbolo da Polônia.

## Cultura polonesa no Brasil
Os estados do sul do Brasil receberam significativa influência cultural dos imigrantes poloneses. O Paraná é o estado com maior influência polonesa no Brasil, algo que se reflete especialmente na música, na dança, no artesanato, na religião e na culinária. Muitas organizações sociais foram formadas, como instituições de ensino, associações civis, clubes esportivos e órgãos de imprensa. Embora nem todas as organizações se perpetuaram ao longo dos anos, muitas contribuíram para integrar os colonos que eram tidos como isolados do "mundo civilizado". Em 1890 foi fundada a Sociedade Polono-Brasileira Tadeuz Kosciusko, em 1898 a Sociedade de Ginástica Falcão, em 1901 o Círculo da Mocidade Polonesa, em 1906 a Sociedade Santo Estanislau, em 1920 a Sociedade União Polonesa, em 1923 a Sociedade de Educação Física Junak, em 1926 a Associação de Estudantes Sarmatia, entre outras instituições.
Muitos jornais em língua polaca foram fundados em Curitiba, principalmente entre 1892 e 1914, a exemplo da Gazeta Polska w Brazylii, que encerrou suas atividades em 1941. Muitos descendentes ainda falam o idioma polonês. Curitiba é a segunda cidade fora da Polônia com o maior número de habitantes de origem polaca, superada apenas por Chicago, nos Estados Unidos. Até então, é também a única cidade brasileira a possuir grafia em idioma polonês: Kurytyba.
Na culinária, um dos pratos mais difundidos pelos poloneses no Brasil é o pierogi, um tipo de massa cozida e recheada, originária da Polônia, que lembra muito um pastel. Encontrado em feiras, restaurantes e servido em muitas festas, a tradição permanece em muitos municípios, inclusive tornando-se prato típico, como no caso do município de Ivaí.
Os descendentes mantém as festas tradicionais em estilo polonês. No Natal realizam a Cerimônia de Oplatek, onde partilham o pão ázimo (oplatek), também denominado de "pão celeste". A comemoração natalina normalmente possui decorações típicas e uma ceia onde são servidos com doze pratos, que podem representar os doze apóstolos ou os doze meses. É servido, por exemplo, pão, pierogi, sopa de beterraba, cogumelos, peixes, pratos à base de repolho, pão de mel, bolachas artesanais, massa com sementes de papoula e frutas secas. Já na véspera da páscoa ocorre a benção dos alimentos. Muitos ainda são devotos de Nossa Senhora de Czestochowa, sendo comum a imagem da santa nas casas e nos altares das igrejas. No mês de agosto várias comunidades celebram a tradicional Festa de Nossa Senhora de Czestochowa.
Com o objetivo de preservar a cultura polonesa, diversos grupos folclóricos foram criados no Brasil, principalmente no Paraná, como: Wisla - Grupo Folclórico Polonês do Paraná, de Curitiba; Grupo Folclórico Polonês Karolinka, de São Mateus do Sul; Grupo Folclórico Polonês Mazury, de Mallet; Grupo Folclórico Polonês Krakow, da localidade de Rio Claro do Sul, em Mallet; Grupo Junak Folclore Polonês, de Curitiba; Grupo Folclórico Polonês Wiosna, de Campo Largo; Grupo Folclórico Polonês Wesoly Dom, de Araucária; Grupo Folclórico Polonês Wawel, de São José dos Pinhais.
O município de São Mateus do Sul é considerado a Capital Polonesa no Paraná e recebeu o título no ano de 2021 conforme a  Lei Estadual 20.655. A cidade é referência da cultura polaca na região, mantendo costumes, tradições e festividades. Outras cidades mantém programas de rádio voltados para a comunidade polonesa, como o Rádio Iguassu de Araucária, que mantém um programa bilíngue (Godzina Polska), abordando temas regionais e músicas polacas.
A Colônia de São Feliciano que deu origem ao atual município de Dom Feliciano, é um dos municípios do Rio Grande do Sul mais influenciado pela cultura polonesa, com aproximadamente 90% da população descendente de poloneses. Em comemoração aos 100 anos da imigração polonesa no Brasil, foi construída na cidade a Casa da Cultura do Imigrante, prédio em estilo polonês do Sul da Polônia, que abriga o Museu Municipal de Dom Feliciano que retrata a história dos imigrantes poloneses.